# Max Herfurt

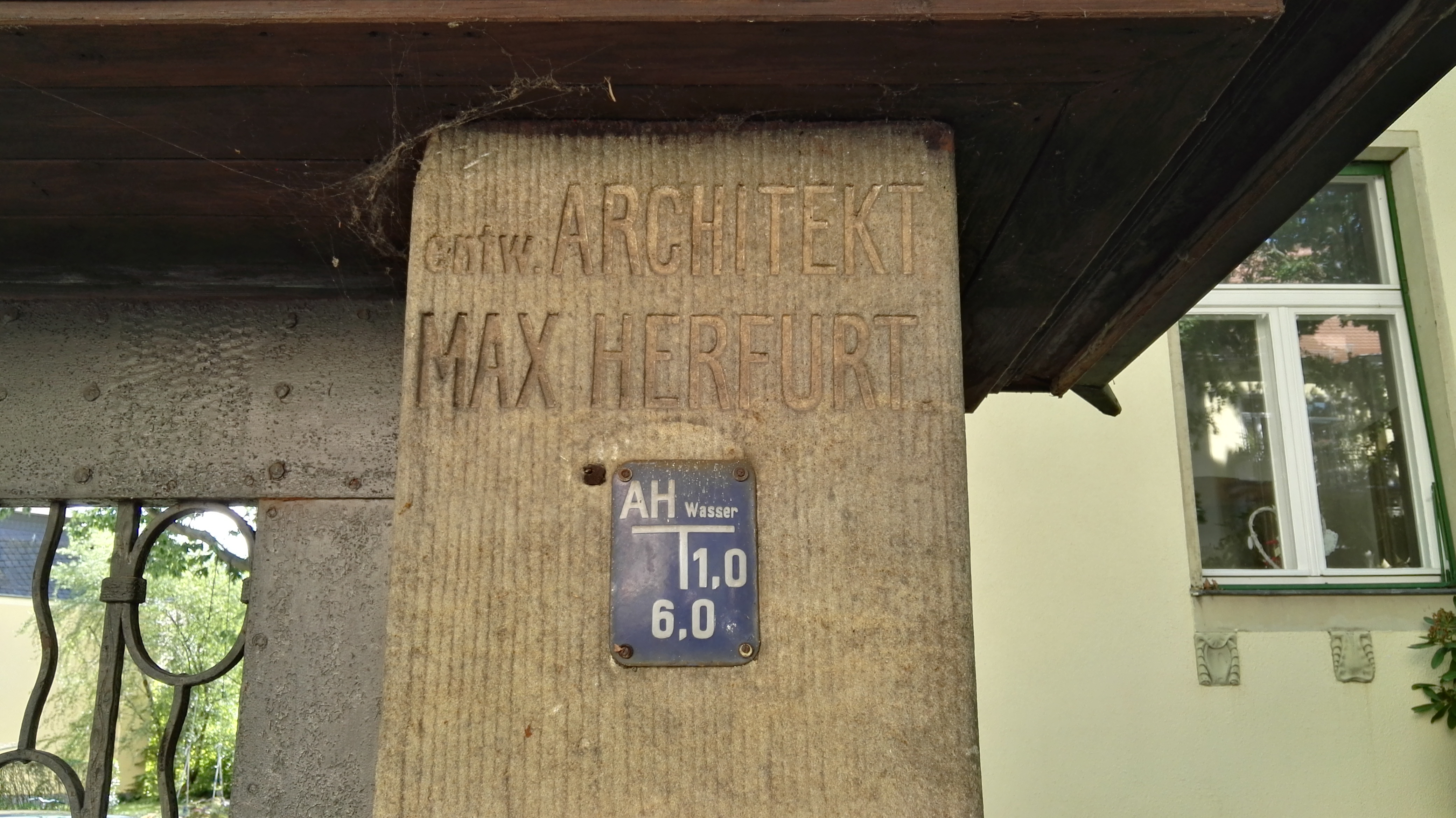
„Bautensignatur“ am Haus Pohlandstraße 15 in Dresden-Striesen

Johannes Max Herfurt (* 14. September 1872 in Dresden; † 28. September 1932 daselbst) war ein deutscher Architekt.

## Leben
Max Herfurt studierte Architektur an der Kunstakademie Dresden bei Paul Wallot. 1899 wurde er Mitglied des Corps Lusatia Dresden.
Er prägte den Villenbau auf dem Weißen Hirsch in Dresden wesentlich mit. Er war Mitglied im Bund Deutscher Architekten, Sein Büro befand sich an der Blumenstraße 15 in Dresden-Johannstadt.
Herfurt vermählte sich 1927 mit Alma Jehne in Hannover.
Herfurt wurde auf dem Dresdner Urnenhain Tolkewitz beerdigt.

## Bauten

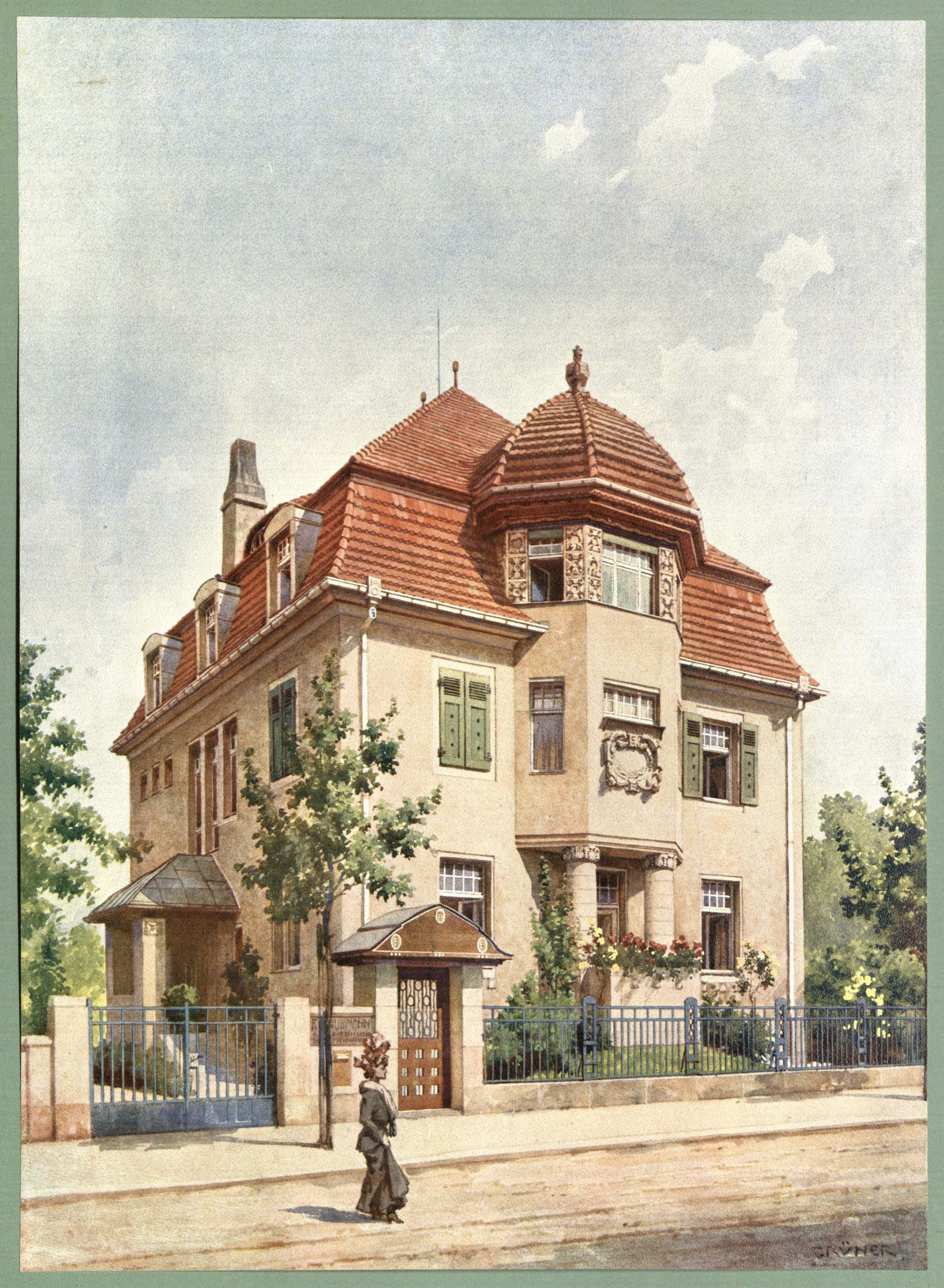
Wohnhaus Pohlandstraße 15, Dresden

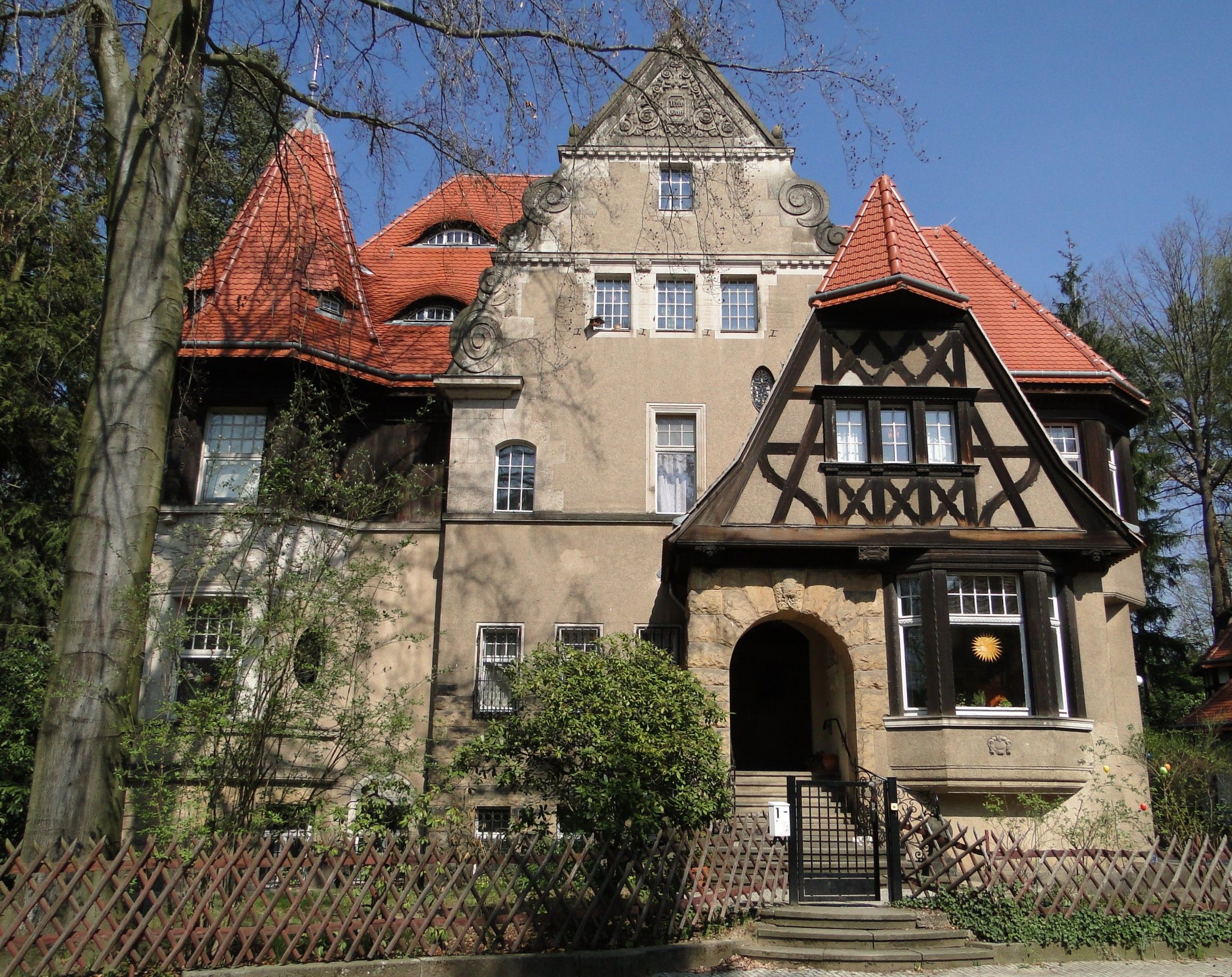
Villa Zietz

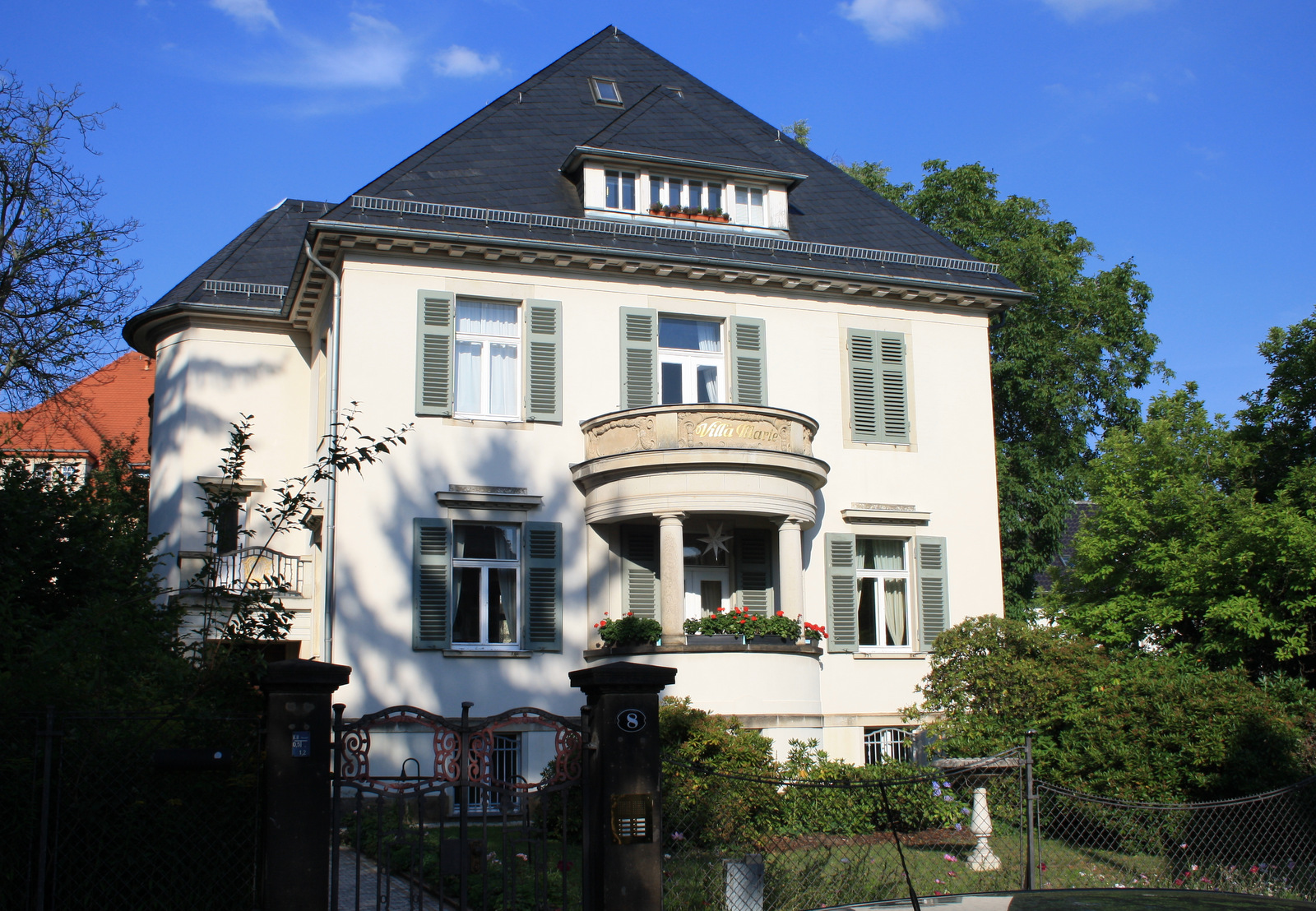
Villa Marie, Dresden, Weißer Hirsch, Oskar-Pletsch-Str. 8

- 1905–06: Mehrfamilienwohnhaus Pohlandstraße 15 (bauzeitlich Hausnummer 9) in  Dresden-Striesen (siehe Liste der Kulturdenkmale in Striesen; bauzeitlich nach der mutmaßlichen Bauherren-Familien auch „Himbsel-Haus“ genannt)[7]
- 1906: Wandgrabmahl, Bildhauer: Ernst Hottenroth.[8]
- Erweiterung und Umgestaltung des Lahmann-Sanatoriums und der zugehörigen Villen in (Dresden-) Weißer Hirsch[9]
  - 1908: Erweiterung der Villa Mathilde, Lehnertstraße 4[10] (siehe Liste der Kulturdenkmale auf dem Weißen Hirsch)
  - 1911–12: Villa Urvasi, Umbau der 1908 erworbenen Liegenschaft, Lahmannring 17.[10][11]
  - 1911: Villa Am Hochwald 1[12]
  - vor 1912: Umbau Villa „Zu den Linden“, Plattleite 62.[13]
  - 1913: Ausbau der Villa für den Freiherrn Kurt von Brandenstein, Degelstraße 1[14]
  - 1913–14: Villa „Paira“, Lahmannring 11[15]
  - 1920: Umbau der Villa Paira, Lahmannring 11[10][16]
- 1909: Haus Jurk, Collenbuschstraße 30 in (Dresden-) Weißer Hirsch[17]
- 1909–1910: Villa Marie (auch Villa Jauernik genannt), Oskar-Pletsch-Str. 8 in (Dresden-) Weißer Hirsch, errichtet für Vera Jauernik.
- 1910: Tiefgreifender Umbau und Erweiterungen am Mohrenhaus in Niederlößnitz, Moritzburger Straße 51 (Ausführung durch Alwin Höhne)
- 1910–1912: Villa Zietz (Villa Waldhaus),[18] Am Hochwald 1 in (Dresden-) Weißer Hirsch
- 1910–1912: Mehrfamilienwohnhaus Bautzner Landstraße 144 in (Dresden-) Bühlau (siehe Liste der Kulturdenkmale in Bühlau)
- 1912–1913: Villa Sophie, Collenbuschstraße 16 in (Dresden-) Weißer Hirsch[17]
- 1913: Erweiterung der Villa „Oskars Traum“, Degelestraße 1 in (Dresden-) Loschwitz[18] Loschwitz (siehe Liste der Kulturdenkmale in Loschwitz)
- 1916–1917: Verwaltungsgebäude und Erzwäsche der Grube „Reicher Trost“ in Zinnwald für die Stahlwerke Becker AG
- 1921: Innenausbau Ratssitzungssaal, Rathaus Pirna.[19]
- 1924: Verkaufsgeschäft mit Kaffee- und Teestube, A. Zuntz sel. Wwe. Berlin, Innenausbau und Möblierung, Prager Straße 25, Dresden.[20]
- 1924: Bücherstube, Galerie Emil Richter, Dresden.[21]
- 1926: Café „Palmenterrasse“, 5. Jahresschau Deutscher Arbeit, Jubiläums-Gartenbau-Ausstellung, Gelände östlich des Staatlichen Botanischen Gartens, Dresden.[22]
- 1926: Café im Sondergarten der Fa. Max Ziegenbalg (Gartenarchitekt: Reinhold Rose), 5. Jahresschau Deutscher Arbeit, Jubiläums-Gartenbau-Ausstellung, Gelände östlich des Staatlichen Botanischen Gartens, Dresden.[23][24]
- 1927: Denkmal für die Gefallenen des Rudolstädter Senioren-Convents (RSC) in Rudolstadt, im Stadtpark am Saale-Ufer[25]
- 1927: Arbeitsamt Heidenau, Dresdner Straße 58.[26]
- 1928: Wohnanlage Prof.-Ricker-Straße in Dresden-Seidnitz[27] (siehe Liste der Kulturdenkmale in Seidnitz)

sowie undatiert
- Haus Plattleite 66 in (Dresden-) Weißer Hirsch
- Haus Hohenzollern, Wolfshügelstraße 7 / Ecke Collenbuschstraße in (Dresden-) Weißer Hirsch[17] (Bewohner: Erhart Kästner)
- Neues Kurbad in (Dresden-) Weißer Hirsch[28]
- Magazin Maschke, Bautzner Landstraße 10 in (Dresden-) Weißer Hirsch[28]

## Wettbewerbe
- 1903: Neu- oder Anbau, Gesellschaftshaus der Neuen Erholungsgesellschaft, Dresden, Ankauf.[29]
- 1929: Preiswettbewerb für städtische Wohnungsbauten, veranstaltet vom Bund Deutscher Architekten, Kreisverband Dresden, 2. Preis.[30]

## Ausstellungsbeteiligungen
- 1910: 1. Ausstellung Künstlervereinigung Dresden, im Ausstellungsgebäude der Königl. Kunstakademie, 1. September bis 1. Dezember 1910.[31]
- 1911: Baukunstausstellung „Wallot und seine Schüler“, Galerie Arnold, Dresden, weitere Teilnehmer: Adolf Abel (Stuttgart), Ric. Asmussen, Baul Bachmann (Köln), Paul Bender, Otto Beyrich (Dresden), Max Böhland (Dresden), Rudolf Hikisch (Budapest), Alexander Hohrath, Oswin Hempel, Kurt Linke, Max Hans Kühne, Rudolf Kolbe, Edmund Kießling, Oskar Menzel, Karl Müller (Dresden), Heinrich Straumer, Richard Wolf (Plauen),  .[32]